# 赤羽根健治
赤羽根健治（1984年10月31日—）是日本男性声優。隸屬於青二Production。千葉縣出身。從綜合学院畢業。身高168㎝。
代表作為《真無敵鐵金剛 衝擊！Z篇》的兜甲兒、《寶石寵物 Twinkle☆》的雷翁、遊戲《伊蘇七》的卡修。

## 演出作品
※黑體字是主角・主要角色

### 電視動畫
2006年
- 妖逆門（玩家A、飛侯）

2008年
- 黑塚 KUROZUKA（鳶）
- 守護甜心（学生）
- 華麗的挑戰（警衛、だるまや常客、工作人員）
- はたらキッズ マイハム組（日语：はたらキッズ マイハム組）（野菜2）
- ONE PIECE（海賊）

2009年
- 動物偵探奇魯米（半田謝謝）
- 加奈日記（隊員）
- 女王之刃（觀眾C）
- 豹頭王傳說（賽姆族、蒙古兵）
- 鬼太郎（猛靈八慘、建築業者）
- Keroro軍曹（行人）
- 真無敵鐵金剛 衝擊！Z篇（兜甲兒）
- 戰場女武神（士兵）
- 黑之契約者（研究員、少年A）
- 大正野球娘（伊澤）
- 七龍珠改（部下、弗利扎的部下）
- 洋葱和尚朝太郎（日语：ねぎぼうずのあさたろう）（下引き、手下）
- 初戀限定。（男性客人B）
- 東之伊甸（AKX20000）
- ONE PIECE（飛魚騎士、海兵、士兵、男、犯人、島民、娜美粉絲團、部下、看守人）

2010年
- 大神與七位夥伴（大路明宏）
- 王牌投手 振臂高揮（田中光照）
- 怪談餐館（惡魔、男子學生）
- 寶石寵物 Twinkle☆（雷翁）
- 吸血鬼同盟（辛貝）
- 數碼寶貝交錯戰爭（隊友）
- 戰鬥陀螺 鋼鐵戰魂（惡黨A）
- ONE PIECE（獄卒、客、男演員、監視員、少將、新人、機械蛇、僕人、記者）
- STAR DRIVER 閃亮的塔科特（孝）
- Angel Beats! Another Epilogue（男子A）

2011年
- 偶像大師（製作人）
- 緋彈的亞莉亞（男學生C、主播）
- 未聞花名（男學生、男子B）
- 卡片戰鬥先導者（光定賢司）
- 快盜天使雙胞胎（警衛C）
- 神的記事本（組員B）
- 食夢者瑪莉（YOKATO）
- GOSICK（軍人、書記）
- 少年同盟（籃球社主將、（披著）毛巾（的漫研部員）、男學生2）

2012年
- BRAVE10（貳虎）
- AKB0048（年輕人）
- 少年同盟2（學生會委員）
- 戰姬絕唱SYMPHOGEAR（藤堯朔也）
- 織田信奈的野望（雨森彌兵衛）
- 櫻桃小丸子（電車的廣播）
- 刀劍神域（鐵雄）
- 魔奇少年（M·南度）

2013年
- 宇宙戰艦大和號2199（南部康雄、雪風雷達士、醫師、整備士）※2012年起于电影院先行上映
- 戰姬絕唱SYMPHOGEAR G（藤堯朔也）
- 魔奇少年 The Kingdom of Magic（M·南度）
- 眼鏡部！（相馬鏡）

2014年
- 愛絲卡&羅吉的鍊金工房～黃昏天空之鍊金術士～（亞文·賽特雷特）
- 武士弗拉明戈（エンレッド）
- 火星異種「阿聶克斯一號篇」（伊萬·佩雷佩爾奇那）

2015年
- 魔法少女奈葉ViVid（實況播報、晴嵐）
- 絕命制裁X（三神嵐）
- Punch Line（寺岡龍都）
- Chaos Dragon 赤龍戰役（浮岳）
- 戰姬絕唱SYMPHOGEAR GX（藤堯朔也）
- 七龍珠超（記者）
- 對魔導學園35試驗小隊（霧谷京夜）
- 境界觸發者（研究生）

2016年
- 火星異種 復仇（伊萬·佩雷佩爾奇那）
- 美少女戰士Crystal Season III 死亡毀滅者篇（學長）
- 三者三葉（山路充嗣）
- ReLIFE（上岡善）
- 魔裝學園H×H（飛彈傷無）
- Active Raid－機動強襲室第八課－ 2nd（帕拉波涅拉）
- 時空囚徒（彌琉）

2017年
- 正確的卡多（淺野修平[1]）
- 境界之輪迴 第3期（風見修）
- 戰姬絕唱SYMPHOGEAR AXZ（藤堯朔也）
- 時間支配者（布雷茲）
- 美男戰國◆雖然穿越時空卻沒有開始戀愛（猿飛佐助）
- 辣妹與我的第一次（石田景吾）
- 品酒要在成為夫妻後（白石正樹）
- 國王遊戲 The Animation（豐田秀樹）
- 大正小小（伊勢馨、伊勢薰）

2018年
- 一人之下 羅天大醮篇（賈正亮）
- 阿宅的戀愛太難（一條良樹）
- Happy Sugar Life（男性警官）

2019年
- 爆丸5星域爭霸（風見雅人）

2020年
- 八十龜觀察日記 第2冊（鐵平）
- 新櫻花大戰 the Animation（瓦萊里·卡明斯基）
- Asatir 未來的傳說故事（次兄阿扎姆）
- 宇崎學妹想要玩！（櫻井真一[2]、反薄荷巧克力黨）
- 刀劍神域 Alicization War of Underworld -THE LAST SEASON-（鐵雄）
- BORUTO-火影新世代-NARUTO NEXT GENERATIONS-（夜方）
- 卡片戰鬥!! 先導者外傳 -if-（光定賢司）

2021年
- 境界觸發者 2nd season（若村麓郎）
- 八十龜觀察日記 第3冊（鐵平）
- 世界頂尖的暗殺者轉生為異世界貴族（盧各／伊路葛）
- 古見同學有交流障礙症。（地洗井茂夫[3]）

2022年
- 怪人開發部的黑井津小姐（黑暗布雷達）
- 古見同學有交流障礙症。 第2期（地洗井茂夫）
- 派對咖孔明（RYO）
- 八十龜觀察日記 第4冊（鐵平）
- 這個僧侶有夠煩（半獸人[4]）
- 異世界藥局（亞當）
- 宇崎學妹想要玩！ω（櫻井真一[5]）
- 森林家族 芙蕾雅的快樂日記（弗雷澤[6]）

2023年
- 文豪Stray Dogs 第4期（三田村）
- 最強陰陽師的異世界轉生記（歌德）
- 第二次被異世界召喚（ブラッド）
- 森林家族 芙蕾雅的GO FOR DREAM！（弗雷澤[7]）
- 偶像大師 百萬人演唱會！（總製作人[8]）
- 藥師少女的獨語（李白[9]）

### OVA
- +tic模型姊姊（學生會成員B）

2012年
- 偶像大師 閃耀祭典（製作人）

2014年
- 閃爍的青春（內宮晴彥）

2015年
- 絕命制裁X（三神嵐）

### 動畫電影
2014年
- 偶像大師 劇場版 前往光輝的另一端！（製作人）
- 聖鬥士星矢 LEGEND of SANCTUARY（紫龍）

2025年
- 劇場版 鏈鋸人 蕾潔篇（野茂[10]）

### 網路動畫
2016年
- 哨聲響起 重配版（三上亮）[11]

2017年
- 梦王国与沉睡的100王子 短篇动画（利德、安魯馬利）

2018年
- 神酒之尊（越乃景虎[12]）

### 廣播劇
- IRIS ZERO瞳的異色世界（時田 晴海）
- 鄰座的怪同學 （富岡龍二）

### 遊戲
- Another Time Another Leaf 鏡中的探偵（須加原拓真）
- 伊蘇七（卡修）
- 女神 Online（主角（男））
- 假面騎士 巔峰英雄 W（假面騎士零神 牛郎星模式 零模式）
- 噬神戰士（玩家的聲音、一般神機使、卡雷爾・修奈達）
- starry☆sky 〜in Spring〜
- 戰場女武神2 加利亞王立士官學校（艾利克・卡普曼、優吉姆）
- そしてこの宇宙にきらめく君の詩XXX
- VitaminZ
- BLUE ROSES ～妖精和藍眼的戰士們～〜（貝利）
- 北斗無雙（將兵3、將兵4）
- 真三國無雙6（夏侯霸）
- 真三國無雙6猛將傳（夏侯霸）
- 真三國無雙6帝王傳（夏侯霸）
- 真三國無雙7（夏侯霸）
- 真三國無雙7猛將傳（夏侯霸）
- 真三國無雙7帝王傳（夏侯霸）
- 真三國無雙8（夏侯霸）
- 無雙大蛇2（夏侯霸）
- 無雙大蛇3（夏侯霸）
- 戰國SLOT 信長之野望·天下創世 （森蘭丸、德川家康）
- NEW LOVEPLUS（黑木修）
- マリッジロワイヤル
- 戀愛及時（千鳥龍一）
- 第2次超級機器人大戰Z 破界篇/再世篇（兜甲兒）
- 第3次超級機器人大戰Z 時獄篇/天獄篇（兜甲兒）
- 超級機器人大戰OE（兜甲兒）
- 超級機器人大戰BX（兜甲兒）
- 超級機器人大戰V（兜甲兒）
- 超級機器人大戰X（兜甲兒）
- 超級機器人大戰X-Ω（乾·朝陽）
- 超級機器人大戰DD（乾·朝陽）
- 夢王國與沉睡中的100位王子殿下（安魯馬利、利德）
- イケメン戦国◆時をかける恋（猿飛佐助）
- JoJo的奇妙冒險 群星大對決（葛德·米斯達）
- JoJo的奇妙冒險 天國之眼（葛德·米斯達）
- 白貓Project（アマタ）[13]
- 卡里古拉 过量强化（琵琶坂永至）
- Fate/Grand Order（卡多克·泽姆露普斯、渡邊綱）
- 龍珠激戰傳說（夏洛特）
- 幻奏咖啡廳-Enchante-（米歇爾 ·阿雷克斯）
- 刀劍亂舞（源清麿）

## 來源
1. ↑  . 正解するカド KADO: The Right Answer.   [2017-01-25]. （原始内容存档于2017-01-26） （日语）.
2. ↑  . Natalie. 2020年2月3日  [2020-07-01]. （原始内容存档于2020-06-02） （日语）.
3. ↑  . Comic Natalie. 2021-09-01  [2021-09-01]. （原始内容存档于2021-09-05） （日语）.
4. ↑  . コミックナタリー (ナターシャ). 2022-04-11  [2022-04-11]. （原始内容存档于2022-06-27）.
5. ↑  . Comic Natalie. 2022-03-04  [2022-03-04]. （原始内容存档于2022-03-05） （日语）.
6. ↑  . まんたんウェブ. 2022-09-06  [2022-09-06]. （原始内容存档于2023-04-15）.
7. ↑  . Anime! Anime!. 2023-06-20  [2023-06-20]. （原始内容存档于2023-06-22） （日语）.
8. ↑  . MANTANWEB. 2023-02-28  [2023-02-28]. （原始内容存档于2023-03-07） （日语）.
9. ↑  . Comic Natalie. 2023-10-01  [2023-10-01]. （原始内容存档于2023-10-05） （日语）.
10. ↑  . Comic Natalie. 2025-07-04  [2025-07-04] （日语）.
11. ↑  . natalie. 2016年12月5日  [2017年1月10日]. （原始内容存档于2017年1月3日） （日语）.
12. ↑  . 超！Animedia. 2018-04-03  [2020-01-29]. （原始内容存档于2020-01-28） （日语）.
13. ↑  .   [2015-10-23]. （原始内容存档于2021-01-22） （日语）.

## 外部連結
- 事務所公開簡歷 （页面存档备份，存于） （日語）